# Kromołowiec
Kromołowiec (431 m) – wzgórze w miejscowości Niegowonice w województwie śląskim, w powiecie zawierciańskim, w gminie Łazy. Znajduje się po północno-wschodniej stronie zabudowanego obszaru wsi i przebiega przez nie droga wojewódzka nr 790 w kierunku Mitręgi. Na szczycie wzgórza znajdują się zbudowane z wapieni Skały Niegowonickie, zwane Kromołowiec.
Gmina Łazy wykonała przy nich miejsce biwakowe: wiata, ławki i stoły, niewielki parking i turystyczne tablice informacyjne. 
W literaturze turystycznej Kromołowiec umieszczany jest w paśmie wzniesień zwanym Pasmem Smoleńsko-Niegowonickim. W regionalizacji geograficznej Polski według Jerzego Kondrackiego odpowiada ono w przybliżeniu Wyżynie Ryczowskiej będącej częścią Wyżyny Częstochowskiej, ta zaś wchodzi w skład Wyżyny Krakowsko-Częstochowskiej.
Kromołowec jest częściowo pokryty polami uprawnymi, a częściowo porośnięty lasem. Dzięki temu, że wznosi się ponad okoliczne tereny, jest dobrym punktem widokowym. Jest jednym z licznych wzniesień w Niegowonicch. W jego najbliższym otoczeniu znajdują się wzniesienia: Żydowska Góra, Góra Mazurowa, Spalona Góra, Okrąglica, Wilcza Góra, Góra Stodólska, Sojowa Górka, Wawrzynowa Góra, Kulawikowa Góra.
W skałach wzgórza Kromołowiec znajduje się wiele obiektów jaskiniowych: Jaskinia Zawaliskowa, Okap w Kamieniołomie, Schronisko pod Płytami, Schronisko Krecie, Schronisko Lisie, Schronisko po Zawale, Schronisko w Niegowonicach, Schronisko z Półką, Szczelina Niegowonicka.